# 克雷托尼亞 (喬治亞州)
克雷托尼亞（英語：Craytonia）是位於美國喬治亞州范寧縣的一個非建制地區。該地的面積和人口皆未知。

## 地理
克雷托尼亞的座標為34°50′10″N 84°09′33″W / 34.83611°N 84.15917°W，而該地的平均海拔高度為651米（即2136英尺）。